# چارلز براون (بوکسر)
چارلز براون (انگلیسی: Charles Brown؛ زادهٔ ۲۸ فوریهٔ ۱۹۳۹) بوکسور اهل ایالات متحده آمریکا بود.
وی در مسابقات کشوری و بین‌المللی در مجموع برندهٔ ۱ مدال نقره، ۲ مدال برنز شده‌است.